# Воронов, Никита Александрович
Никита Александрович Воронов (род. 1995, Кириши, Ленинградская область, Россия) — российский наркоторговец.  Воронов получил национальную известность в 2019 году как создатель крупнейшей нарколаборатории на территории Российской Федерации. После обнаружения лаборатории в ноябре 2019 года, сотрудники правоохранительных органов нашли на ее территории  партию наркотиков весом 7 тонн и 894 килограмма, стоимостью 7 миллиардов рублей. Изъятая партия наркотиков стала по объему рекордной в истории страны. В 2023 году Никита Воронов был осужден и получил в качестве уголовного наказания пожизненное лишение свободы, став на короткий период первым российским наркоторговцем, осужденным на пожизненным срок, однако Верховный суд Российской Федерации на основании его кассационной жалобы 12 декабря 2024 года его приговор изменил, назначив ему вместо пожизненного лишения свободы уголовное наказание в виде 19 лет и 6 месяцев лишения свободы.

## Биография
Никита Воронов родился в 1995 году в городе Кириши в материально обеспеченной семье. Дедом Никиты являлся Валентин Сергеевич Филатов, заместитель технического директора  по охране труда и промышленной безопасности ООО «КИНЕФ», почетный гражданин города Кириши. Детство и юность Воронов провел в социально благополучной обстановке на территории Кириши. Посещал школу  МОУ КСОШ №1 города Кириши, которую окончил в 2013 году. Родители Воронова вели маргинальный образ жизни, вследствие чего в начале 2000-х годов Валентин Филатов вступил с ними в конфликт и забрал Никиту к себе. После окончания школы Никита поступил в один из университетов Санкт-Петербурга. Однако он быстро потерял интерес к учебе и бросил учебное заведение после прохождения 1 курса учебы, после чего при материальной поддержке своего деда решил заняться предпринимательской деятельностью. В 2015 году Воронов зарегистрировал свою первую фирму и женился на женщине по имени Елена, которая была старше его на 12 лет и имела 3 детей от предыдущих браков. После этого Воронов вместе с женой арендовал этаж в бизнес-центре, который ранее был советским оборонным предприятием, где до 1991-го года находилось конструкторское бюро тонкого биологического машиностроения, подразделение НПО «Биопрепарат», разрабатывавшего биологическое оружие. В арендованном этаже Воронов открыл  ночной клуб под названием «Империал», где устраивались тематические вечеринки и стриптиз. Однако в 2016 году Никита перестал платить владельцу бизнес-центра арендную плату, после чего между ними произошел конфликт, в ходе которого Воронов был вынужден закрыть клуб и освободить здание в 2017 году.  Директор бизнес-центра вскоре после этого умер, не выдержав разорения. Бизнес-центр закрылся, а арбитражный суд постановил фирму Вороновых выплатить владельцу здания 1 миллион 300 тысяч рублей. В июне 2018 года скончался дед Никиты Валентин Филатов. После его смерти Никита получил многомиллионное наследство, различные объекты недвижимости и продолжил предпринимательской деятельностью, мечтая по словам его друзей и знакомых создать «Корпорацию Воронова» и стать олигархом. В 2018 году Воронов основал в Санкт-Петербурге таксопарк,  куда позвал работать своего друга детства и одноклассника, 22-летнего жителя поселка Глажево (Ленинградская область) Дмитрия Говорушкина, который был выпускником педагогического вуза, не сумевшим найти работу по специальности. Вместе с женой Валентиной он также пытался заниматься предпринимательской деятельностью и имел фирму по производству мягкой мебели под заказ, но бизнес не стал успешным, после чего он согласился работать на Воронова. Однако таксопарк Воронова также не стал успешным, после чего Никита закрыл его, не выдержав конкуренции и решил заняться наркоторговлей. Он обратился за помощью к Говорушкину и своему 25-летнему безработному другу Станиславу Мохову, который после окончания техникума также испытывал трудности с трудоустройством
Воронов решил заняться производством наркотика «N-метил-эфедрон-альфа-перро-лидино-валера-фенон» или «α-PVP», более известного в России как «соль», для чего в начале 2019 года арендовал небольшое помещение в Киришах. После производства нескольких партий наркотика и успешной реализации их,  Воронов решил оборудовать на деньги своего деда полноценную лабораторию, с целью изготовления «соли» в промышленных масштабах. В начале августа 2019 года Никита Воронов приобрел просторный ангар площадью 871 метр в поселке Обуховец, расположенном в 30 километрах от города Тосно Ленинградской области за 400 тысяч рублей. По официальным данным в поселке было зарегистрировано более 100 жителей, однако в действительности половина домов пустовала. Ранее ангар являлся собственностью Обуховского оборонного завода, где было производство деревянных поддонов для ракет. В 1990-е годы ангар стал частной собственностью, после чего начал сдаваться в аренду. В разные годы на территории ангара была пилорама и действовал подпольный цех по перебивке номеров на различных приборах. Для оборудования лаборатории Никита Воронов купил сборники для хранения жидкостей, грузовые рефрижераторы, автопогрузчик, химические реакторы и пять огромных промышленных миксеров, высота одного из которых составляла более 3 метров. Всего же он потратил на обустройство лаборатории более 3 миллионов рублей. Часть необходимых для производства «α-PVP» компонентов Воронов приобрел легально, а часть закупил  на известном даркнет-рынке «Гидра». 
С целью перевозки оборудования и его последующего монтажа Воронов обратился за помощью к 35-летнему белорусу Николаю Сурнакову по кличке «Сынок» и 48-летнему ранее судимому жителю Кемерово Сергею Каменеву по прозвищу «Батя». Их он нанял через объявления на интернет-сервисе «Авито». Незадолго до знакомства с Вороновым оба  подрабатывали разнорабочими в частном доме ина территории города Сестрорецк, а в свободное от работы время занимались грузоперевозками. После перевозки в ангар оборудования для нарколаборатории, Воронов хорошо заплатил Сурнакову и Каменеву, после чего предложил им работать в лаборатории на постоянной основе. Сурнаков и Каменев занимались обустройством территории вокруг ангара, монтажом оборудования и подключении его к электросети. В их обязанности  входила перевозка крупных партий «соли» на машине, оформленной на мать Дмитрия Говорушкина, воспитательницу детского сада. Самого Говорушкина Никита Ворнов назначил заведующим производством с заработной платой в 200 - 250 тысяч рублей. Сурнакову и Каменеву он назначил зарплату от 70 до 100 тысяч рублей, в то время как у прежнего хозяина они получали по 30-40 тысяч рублей. Пятый сообщник Воронова, 25-летний Стансислав Мохов по версии следствия, должен был заниматься сбытом — развозить готовый наркотик и делать тайники-закладки. Местным жителям поселка, которых заинтересовало появление новых хозяев ангара и их активность, Воронов с целью скрыть подозрения заявил, что в скором будущем планирует снова открыть пилораму и распорядился установить на заборе, окружающем ангар табличку фирмы "ПитерТехСнаб", владельцы которой не имели никакого отношения к производству наркотических средств. Почти все свободное пространство на первом и втором этажах ангара было застелено черной пленкой, на которой под светом ламп сушился наркотик, насыпанный толстенным слоем, высотой в несколько сантиметров. 
Несмотря на то, что осенью 2019 года нарколаборатория заработала на полную мощность, Никита Воронов по каким-то причинам не предпринял никаких мер по предупреждению краж и появлению в ангаре посторонних лиц и действовал с предельной неосторожностью. Территория ангара никем не охранялась и не была полностью огорожена по периметру. Обязанности охранников Воронов возложил на Сурнакова и Каменева, дав им инструкции, согласно которым, в случае появления сотрудников полиции и угрозы разоблачения им следовало бежать из ангара.

## Арест, следствие и суд
20 ноября 2019 года, приблизительно в 21 час вечера к ангару явился капитан Дмитрий Иванович Петров, который являлся участковым 123-го отдела полиции в Любани Тосненского района. В тот день он решил проверить подведомственную территорию в ходе мероприятий по выявлению нелегальных мигрантов и розыску угнанных транспортных средств, а также познакомиться с новыми владельцами ангара. Так как ангар не был огорожен по периметру, Петров беспрепятственно смог проникнуть внутрь. После того как Говорушкин, Сурнаков и Каменев увидели сотрудника полиции в ангаре, они действуя  инструкциям Никиты Воронова бросились бежать. Внутри ангара Дмитрий Петров обнаружил клеенки с сохнущим наркотиком и насыпи «полуфабриката». В другой части лаборатории он обнаружил коробки с готовым к реализации товаром, многочисленные упаковки с надписью «бром», больше 200 бочек с аммиаком и около 100 канистр с этиловым спиртом. После этого Дмитрий Петров связался с коллегами, которые впоследствии изъяли из ангара партию соли объемом 7 тонн и 894 килограмма, приблизительная стоимость которой составила около 7 миллиардов рублей, в то время как доходы всего Тосненского района местной администрацией оценивались по состоянию на 2019 год в 2 миллиона 700 тысяч рублей. Кроме этого сотрудниками правоохранительных органов было изъято около 80 тонн ингредиентов-прекурсоров, из которых Воронов мог бы изготовить еще около 7 тонн наркотика

Из свидетельств Дмитрия Петрова:
«У нас мероприятия проходят по нелегальному мигранту, по розыску транспорта угнанного, мы же всегда такие места осматриваем. Поселок в лесу, ангар за забором, с улицы не видно ничего, то работал, то не работал, его перепродавали каждый год. Дверь в ангар была открыта, захожу, а там - тонны наркотиков и эти... трое дельцов... Да нет, я не удивился, штатная ситуация, а что, легче с дебоширом, который идет на тебя со сковородкой»
.
Изъятая партия наркотических веществ по своему объему стала рекордной в истории России, вследствие чего сотрудникам правоохранительных органов пришлось собирать наркотик совковыми лопатами и работать двое суток без сна. 

Представитель следствия вспоминает:
«Я ночью туда приехал: горло першит, слезы текут, невозможно находиться! Наркотик собирали совковыми лопатами! Смеялись: обычное изъятие - 50 - 100 граммов. Конечно, никогда не видели такого масштаба... Всего нами изъято под тысячу объектов, назначено более трехсот экспертиз: химических, генетических, чтобы четко установить весь ход событий. Работали двое суток без сна, и такой адреналин! Казалось, горы могу свернуть, как в молодости! Потом, конечно, понял, какой энергетик на меня подействовал, и очень плохо было. Вот так и изнашивается организм. Получил отрицательный опыт»
.
В ходе осмотра грузовиков и автомобиля «УАЗ Патриот», которые были обнаружены возле ангара, сотрудники полиции обнаружили документы и мобильные телефоны, после чего быстро установили личности Дмитрия Говорушкина, Сернея Каменева и Николая Сурнакова. Говорушкин и Сурнаков были арестованы в тот же день через несколько часов после обнаружения Дмитрием Петровым нарколаборатории. Во время ареста Говорушкин находился в городе Кириши и пытался уехать из него. Сергей Каменев после побега из ангара около суток скрывался в ближлежащей лесопосадке, откуда наблюдал за действиями сотрудников правоохранительных органов, но к утру сильно замерз и пинял решение сдаться. После ареста меру пресечения всем арестованным избрали в виде заключения под стражу, но в разных судах: Сурнакову — в Невском, Каменеву — в Тосненском, а Дмитрию Говорушкину — в Смольнинском городском суде. В ходе допросов сотрудничать со следствием выразил желание только Дмитрий Говорушкин, который стал активно способствовать раскрытию преступлений. По версии Дмитрия, первоначально Воронов заявил ему, что они будут заниматься легальной предпринимательской деятельностью, в частности заниматься производством химических препаратов для промывки газового оборудования. Говорушкин утверждал, что после того, как ему стало известно, что Воронов собрался заняться производством наркотических средств - он собирался покинуть его, но впоследствии решил некоторое время поработать на него с целью накопить стартовый капитал и вместе с женой Валентиной снова заняться легальной предпринимательской деятельностью, но не успел. После его ареста выяснилось, что Говорушкин официально числился трудоустроенным в фирме ООО «Фаворит-Альянс», зарегистрированной в сентябре 2018 года, генеральным директором и владельцем которой также являлся  Никита Воронов. После получения показаний Говорушкина против Никиты Воронова, он и его последний оставшийся на свободе сообщник Станислав Мохов были объявлены в розыск. В ходе расследования было установлено, что Воронову удалось покинуть территорию России, после чего он оказался на территории Белоруссии. В ходе розыскных мероприятий Воронов и Мохов были замечены в Минске, после силы МВД Белоруссии по просьбе представителей генеральной прокуратуры России провели полицейскую операцию, в ходе которой были оцеплены все вокзалы города и аэропорт. Никита Воронов и Станислав Мохов были в конечном итоге арестованы в аэропорту Минска в момент регистрации на рейс самолета, следовавшего в Грузию. В этот период на территории Иркутсткой области у местных наркодилеров была изъята партия соли объемом около 20 килограмм, на которой были обнаружены отпечатки пальцев одного из сообщников Воронова, после чего ему и его сообщникам помимо обвинений в производстве наркотиков в особо крупном размере были предъявлены еще обвинения в сбыте наркотических средств. После ареста, на банковских счетах Никиты Воронова было обнаружено 23 миллиона рублей, квартира в элитном Московском районе Санкт-Петербурга, пистолет «ТТ» и два автомобиля премиум-класса.
Участковый уполномоченный Дмитрий Петров, обнаруживший крупнейшую в истории России нарколабораторию, был впоследстии награжден премией размером в 50 тысяч рублей и получил личную благодарность от начальника ГУ МВД по Санкт-Петербургу и Ленинградской области генерал-майора полиции Романа Плугина.
После ареста Воронов не признал свою вину и отказался сотрудничать со следствием, утверждая, что сообщники оговорили его.
16 июля 2021 года уголовное дело было передано в Ленинградский областной суд Санкт-Петербурга. Судебный процесс открылся в начале 2022 года. Ключевым свидетелем обвинения стал Дмитрий Говорушкин. После того, как прокуратура заключила с ним соглашение о признании вины, уголовное дело в отношении его было выделено в отдельное делопроизводство. В конце 2022 года Говорушкин был признан виновным по всем инкриминируемым ему статьям, на основании чего суд назначил ему уголовное наказание в виде 8 лет лишения свободы. Свой приговор он обжаловать не стал.  Станислав Мохов, Сергей Каменев и Николай Сурнаков на судебном процессе признали свою вину и выразили раскаяние в содеянном, в то время как Никита Воронов свою вину не признал. 3 ноября 2022 года  коллегия присяжных заседателей Ленинградского областного суда вынесла обвинительный вердикт в отношении всех обвиняемых, после чего, в январе 2023 года заместитель прокурора Ленинградской области Сергей Виноградов выступил в Леноблсуде с обвинительной речью. Он запросил пожизненное заключение для Воронова, а для остальных вынесение уголовного наказания в виде сроков лишения свободы от 17 до 20 лет. В феврале 2023 года Воронов был приговорен к пожизненному лишению свободы, став первым в истории российским наркоторговцем, осужденным на пожизненный срок. Все четверо осужденных кроме  выразили несогласие с приговором. Никита Воронов посчитал приговор чрезмерно суровым, ссылаясь на то, что до ареста он никогда не привлекался ни к уголовной, ни к административной ответственности и имел на иждивении трех детей, больную жену и бабушку. Его сообщник Станислав Мохов заявил на суде, что имеет на иждивении малолетнего ребенка и страдающую тяжелым хроническим заболеванием супругу, вследствие чего по его мнению вынесенный ему приговор также суров. Николай Сурнаков и Сергей Каменев также на седебных заседаниях представили ряд смягчающих их вину обстоятельств. Сурнаков утверждал, что его на свободе ждет тяжело больная мать, а Сергей Каменев утверждал, что имеет слепого брата, который требует заботы и обслуживания. После вынесения приговора, адвокат Никиты Воронова Алексей Полищук подал апелляционную жалобу, заявив что  прямых и неопровержимых доказательств вины его подзащитного на судебном процессе не было предоставлено и следствию не удалось доказать его руководящую роль  в преступной группе. 
Однако 3 октября 2023 года, Второй апелляционный суд общей юрисдикции согласился с позицией стороны обвинения и нашел приговор Ленинградского областного суда законным, а назначенное осужденным наказание – справедливым, вследствие чего уголовное наказание Никиты Воронова в виде пожизненного лишения свободы было оставлено без изменений.

## В заключении
В середине 2024 года Никита Воронов совместно со своими сообщниками подал кассационную жалобу в Верховный суд Российской Федерации. На основании изложенного в жалобе, 12 декабря 2024 года Судебная коллегия Верховного суда отменила приговор Ленинградского областного суда от 21 февраля 2023 года и апелляционное определение судебной коллегии по уголовным делам Второго апелляционного суда общей юрисдикции от 02 октября 2023 года в отношении Воронова, Каменева, Махова и Сурнакова. Действия каждого из них были переквалифицированы по другим статьям УК РФ, после чего Никите Воронову Верховный суд РФ назначил уголовное наказание в виде 19 лет и 6 месяцев лишения свободы со штрафом в размере 400 000 рублей.

## Общественная реакция
Рекордный объем изъятой партии наркотических средств вызвал общественный резонанс в России. 
Почетный президент «Фонда город без наркотиков» Андрей Кабанов так прокомментировал этот инцидент: 
«Вполне возможно, что они хотели продавать это все не только в России, но и за рубежом. Если говорить про наркоманов, то на город-миллионик их приходится около 50 тысяч. Одна доза – это грамм, теперь подумайте, восемь тонн – сколько это доз?»
После обнаружения лаборатории и разоблачения преступников, ряд из активистов по повышению эффективности антинаркотической борьбы на всех уровнях жизнедеятельности государства и общества обвинили администрацию Тосненского района Ленинградской области и местные правоохранительные органы в том, что они были осведомлены о существовании нарколаборатории и получали материальное вознаграждение за оказание услуг по охране этого нелегального бизнеса, однако подтверждения этому не нашлось
Виктор Захаров, глава Тосненского района Ленинградской области заявил, что ангар, который приобрел Никита Воронов - является частной собственностью, которая неоднократно перепродавалась несколько раз, и к которому администрация Тосненского района Ленинградской области никогда не имела никакого отношения.
Евгений Ройзман, экс-президент «Фонда город без наркотиков», бывший мэр Екатеринбурга так высказался по этому поводу:
«Местные жители не могли почуять запах химии, потому что его нет при изготовлении этого вида наркотиков. Организовать трое человек это могли. Там семи пядей во лбу не надо иметь. Выбрали место потише с хорошим помещением для производства. Даже если они купили этот ангар – не обязаны были уведомлять власти для чего. Так что районная администрация, скорее всего, и знать не знала, чем они занимаются. Подобные случаи уже были в Подмосковье, в заброшенной воинской части под городом Ревда в Свердловской области. Продавать, скорее всего, хотели в России. Они делали наркотик, который в народе называют «соль» - он дешевый, но от него последствия хуже, чем от героина. Такое только для нашего рынка производят»
.

Ветеран МВД РФ Евгений Черноусов в свою очередь опроверг обвинения в сторону правоохранительных органов. заявив следующее:
Участковый действительно не знал о нарколаборатории. Если бы он крышевал и скрывал этих дельцов, он бы никогда не пошел бы на то, чтобы раскрыть их. Потому что задержанные, безусловно, сразу же дали бы против него показания. Тут вопрос в другом. Полицейские должны на доверительных условиях привлекать местных жителей, чтобы они сообщали обо всем подозрительном. Тут люди ведь явно видели, что приезжают машины, привозят какое-то сырье, оборудование. Но безусловно участковый сделал правильно, что сообщил о находке. Он ведь мог испугаться, что его накажут за то, что он не знал о существовании лаборатории. Но он сделал все честно. Единственное, ловить преступников нужно было при продаже товара, чтобы раскрыть каналы сбыта
.